# Château de Saint-Maur
Pour les articles homonymes, voir Saint-Maur et Château de Saint-Maur (Argent-sur-Sauldre).
Le château de Saint-Maur, de style Renaissance, était situé à Saint-Maur-des-Fossés (Val-de-Marne). Il est aujourd'hui entièrement détruit.

## Histoire
Le château de Saint-Maur fut édifié juste au-dessus de l'ancienne abbaye de Saint-Maur, dont l'histoire remonte au haut Moyen Âge.

### Le château de Philibert Delorme

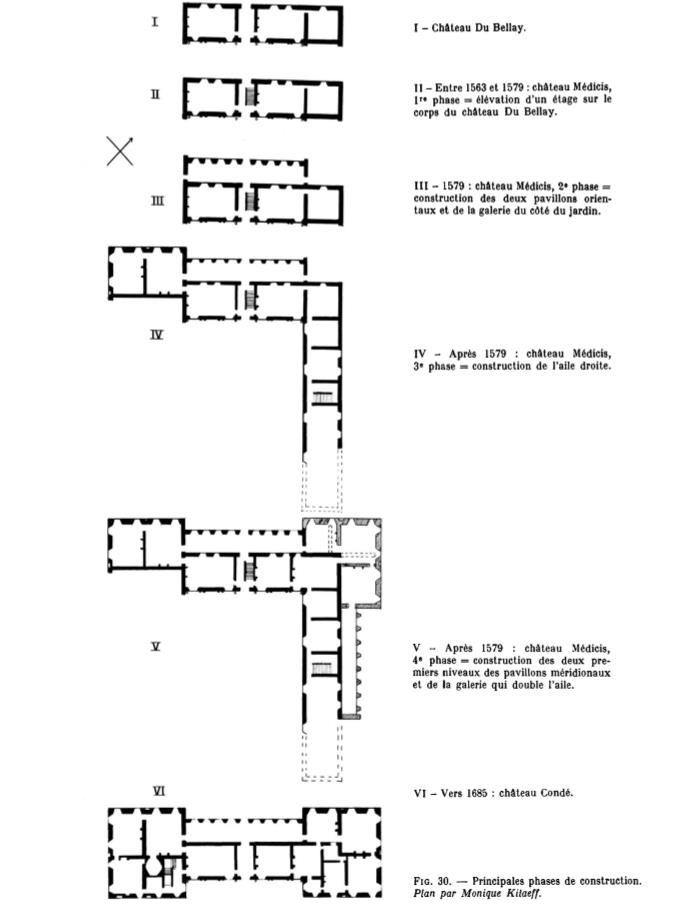
Evolution des différentes phases de construction du château. Schémas de Monique Kitaeff.

Commencé en 1541 par Philibert Delorme, le château constitue la première œuvre d'importance entreprise par cet architecte. Après sa mort en 1570, Jean Bullant aurait eu la charge de l'édifice.
Il fut commandé par le cardinal Jean du Bellay, évêque de Paris et conseiller du roi. Construit sur un petit promontoire dominant la Marne, il était en surplomb de l'ancienne abbaye de Saint-Maur, dont l'abbé était le cardinal. Rabelais, un temps moine dans cette abbaye, séjourna dans le château et y a peut-être écrit.
En 1547, après la mort du roi François Ier, du Bellay, compromis dans les intrigues du cardinal de Lorraine, tomba en disgrâce, perdit son rang et se retira à Rome. Le château comportait alors un corps de logis et une cour attenante.

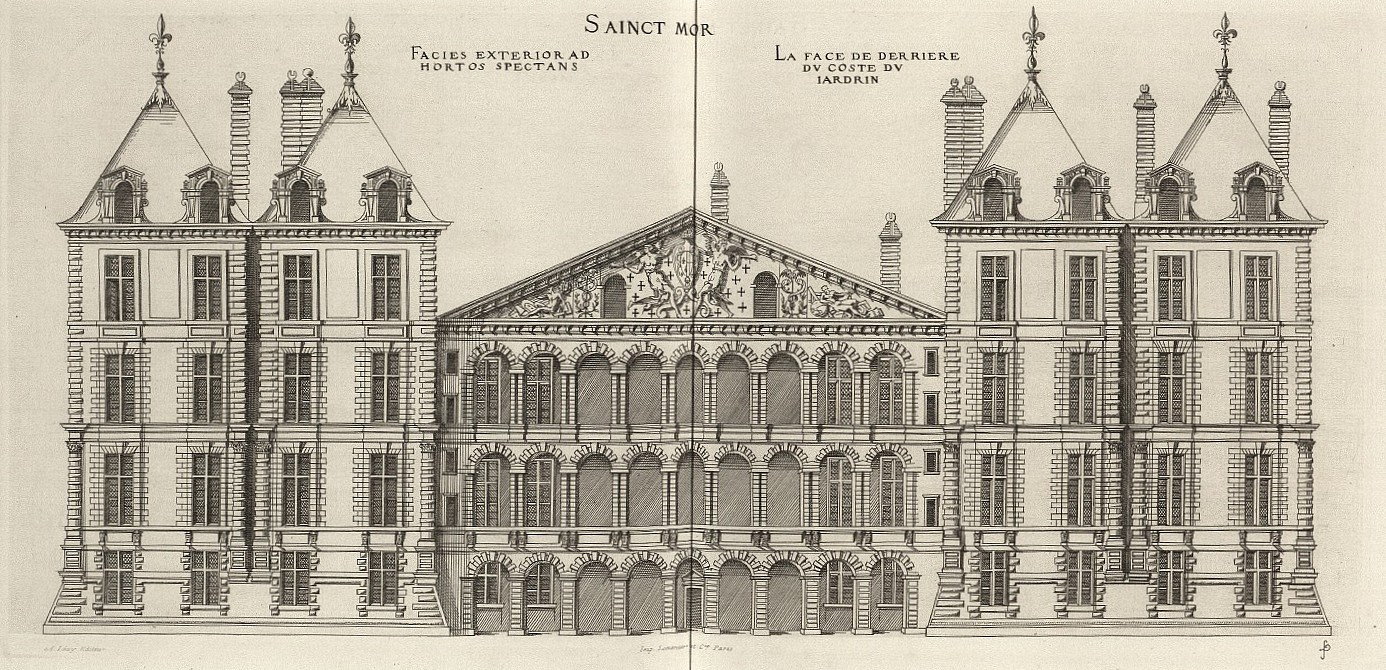
Elévation du château de Saint-Maur au XVIe siècle. Du Cerceau.
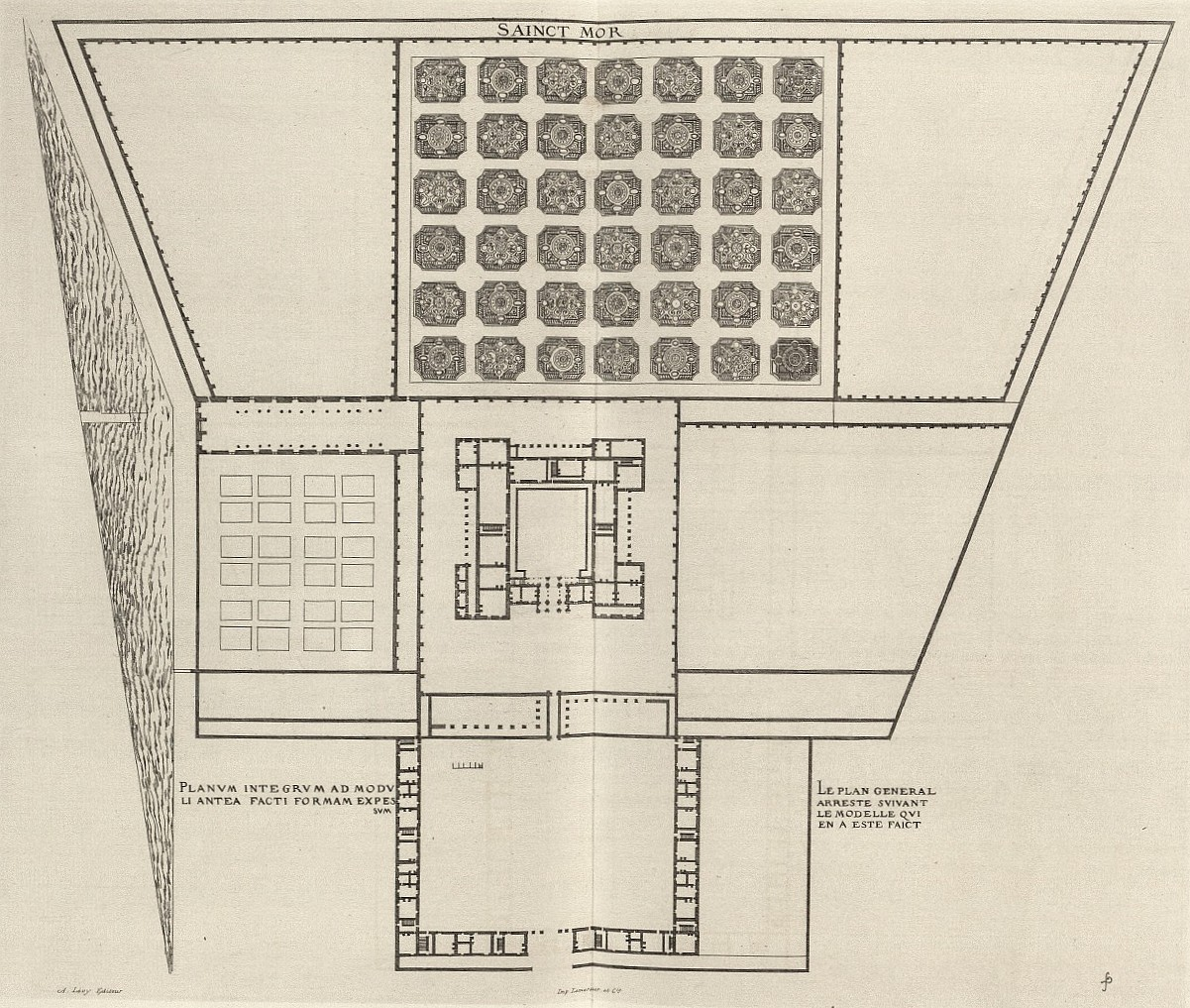
Projet de construction du château de Saint-Maur (non réalisé)
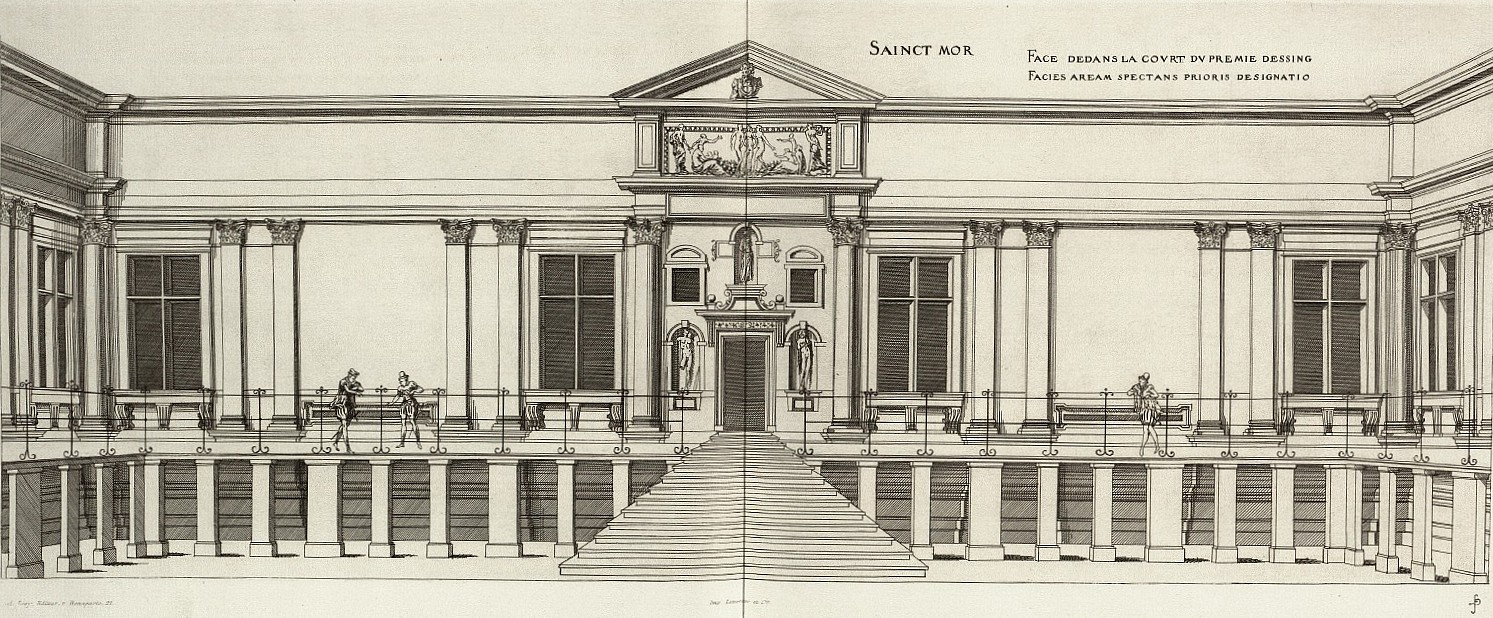
Elévation projetée du côté de l'entrée, Du Cerceau.

### La reprise des travaux pour Catherine de Médicis (1563-1589)
Les travaux furent interrompus jusqu'en 1563, date à laquelle la reine-mère Catherine de Médicis les fit reprendre après avoir acheté le château à Eustache du Bellay, cousin et héritier de Jean. La construction s'enrichit de nouveaux bâtiments commencés vers 1570 par Delorme puis, après la mort de celui, remanié par Jacques Androuet du Cerceau vers 1579, qui représenta ces augmentations dans son livre d'architecture, Les plus excellents bastiments de France. Il s'agit d'abord de consolidations et de restauration de l'édifice existant, puis de quelques agrandissements. C'est le projet de Du Cerceau qui va largement modifier les distributions, reprendre les décors et donner à la façade son aspect renaissance.
Le 23 septembre 1568, le jeune roi Charles IX signa dans le château l'Édit de Saint-Maur, par lequel il interdisait le culte protestant.

### Le domaine des Condé
Après le décès de Catherine de Médicis en 1589, la propriété fut cédée au prince de Condé Henri II de Bourbon-Condé, et resta dans cette famille. Elle fut laissée en usufruit en 1670 à l'intendant du Grand Condé, Jean de Gourville. Le Nôtre se vit confier les jardins, et Claude Desgots leur réalisation. Mme de La Fayette fit quelques séjours à Saint-Maur.
Mme la Duchesse, fille de Louis XIV, occupa le château durant la première moitié du XVIIIe siècle, et y donna de fastueuses réceptions. Le château et les jardins sont alors à leur apogée.

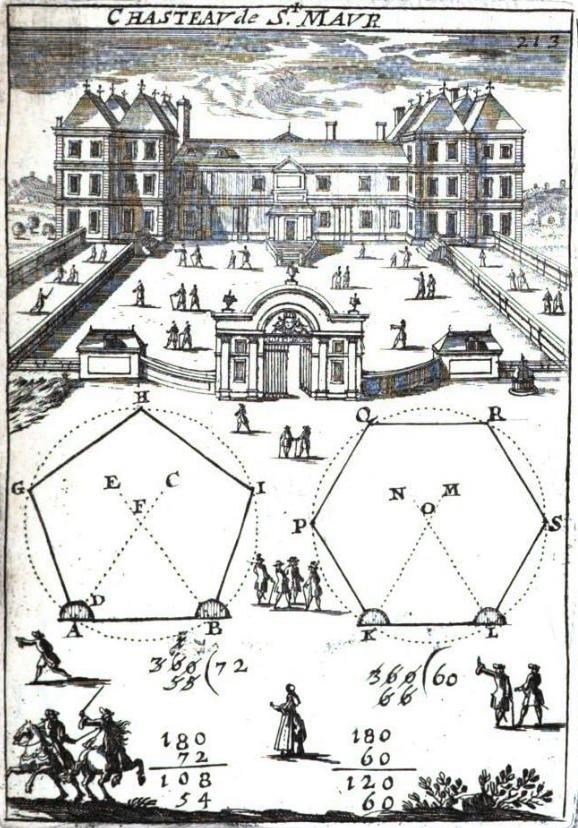
Le château d'après La Géométrie pratique d'Alain Manesson Mallet, 1702).
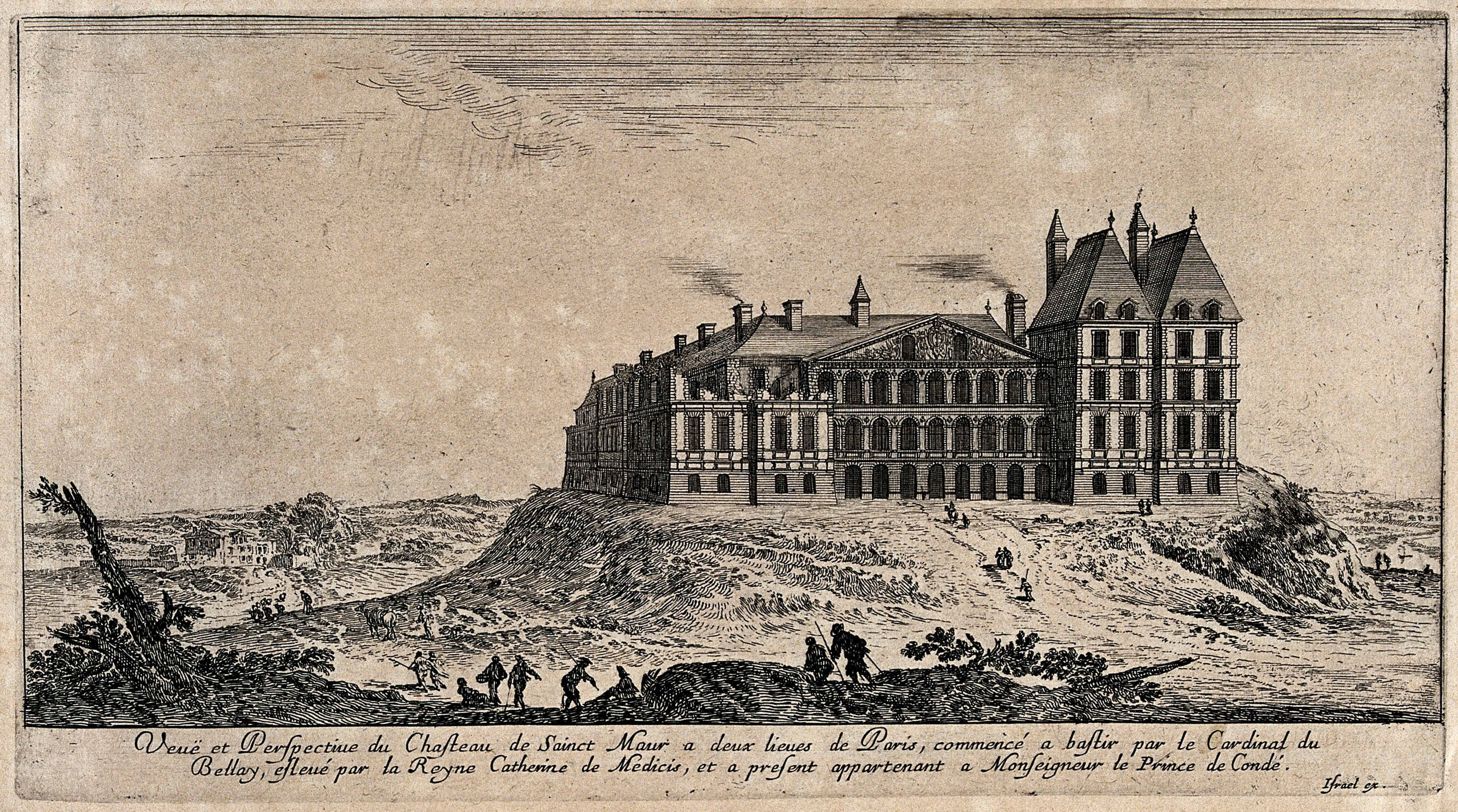
Le château de Saint-Maur vers 1650. Matthäus Merian le Jeune.
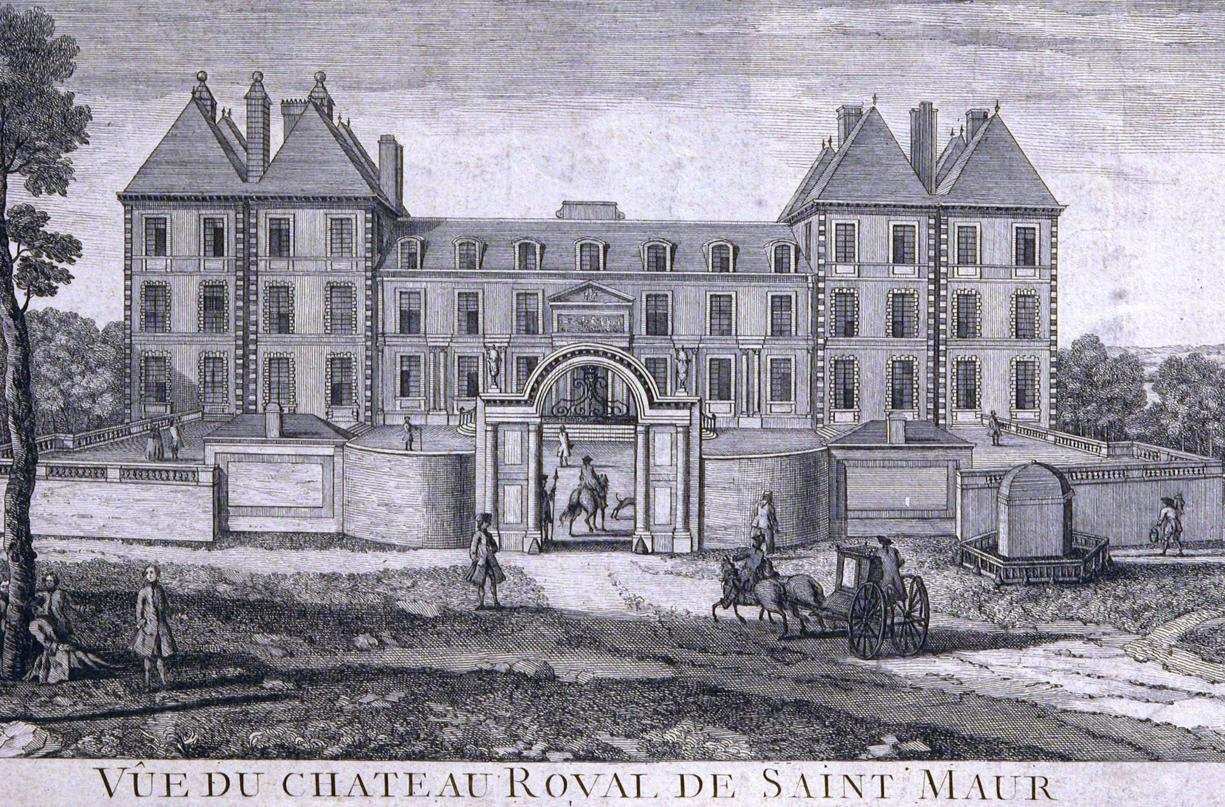
Vue du château de Saint-Maur du côté de l'entrée, vers 1730. Jacques Rigaud.
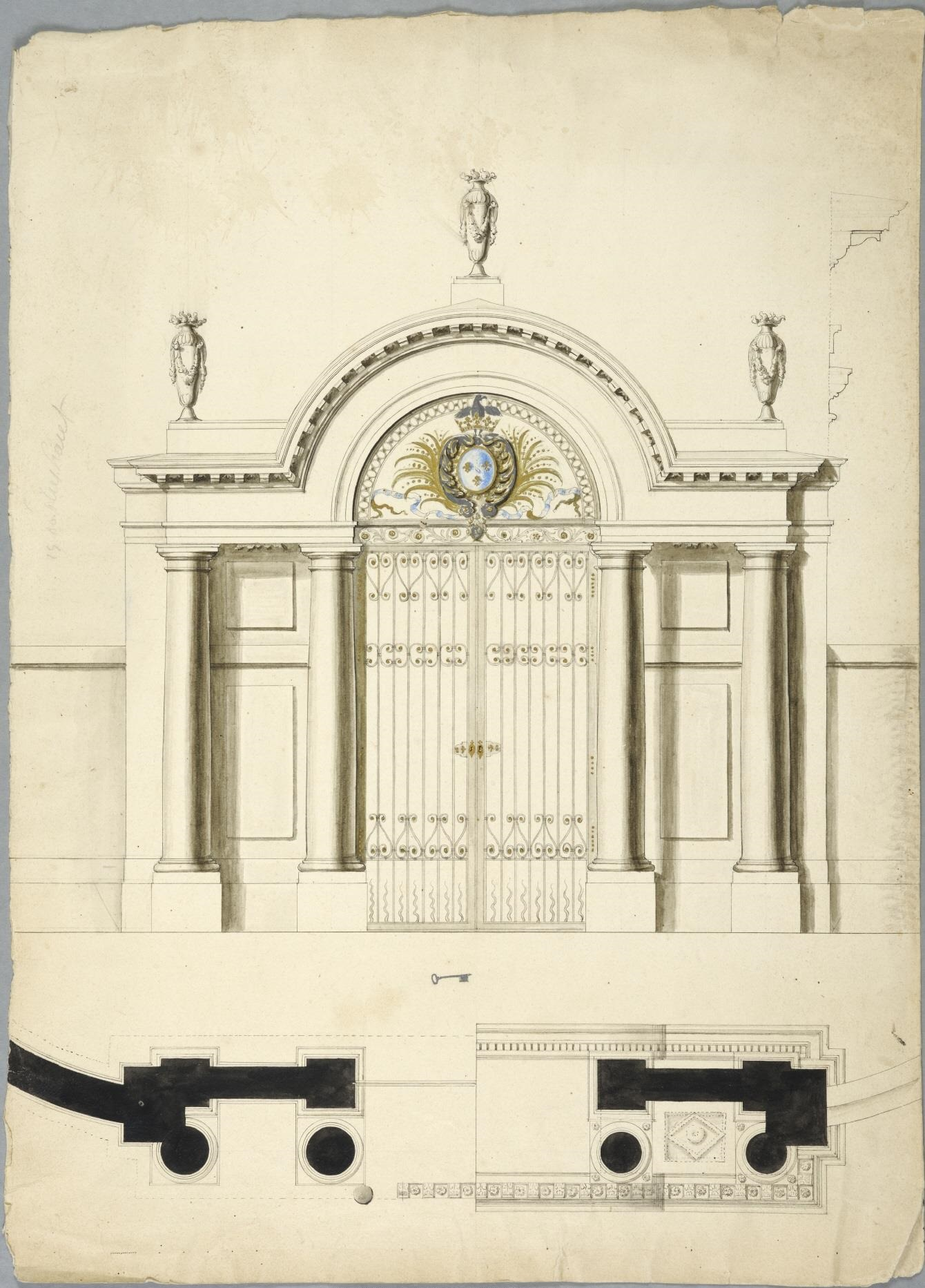
Porte d'entrée du château de Saint-Maur, vers 1700-1720. NMH CC 2085.

### Déclin et destruction
Frappé par les décrets contre les Émigrés, le château fut vendu comme bien national pendant la Révolution et détruit en 1796.
Son grand parc fut adjugé en 1831, puis cédé à la Compagnie des chemins de fer de l'Est en 1853. Il n'en reste rien, à l'exception des écuries du Petit-Bourbon.

## Description du château et des jardins

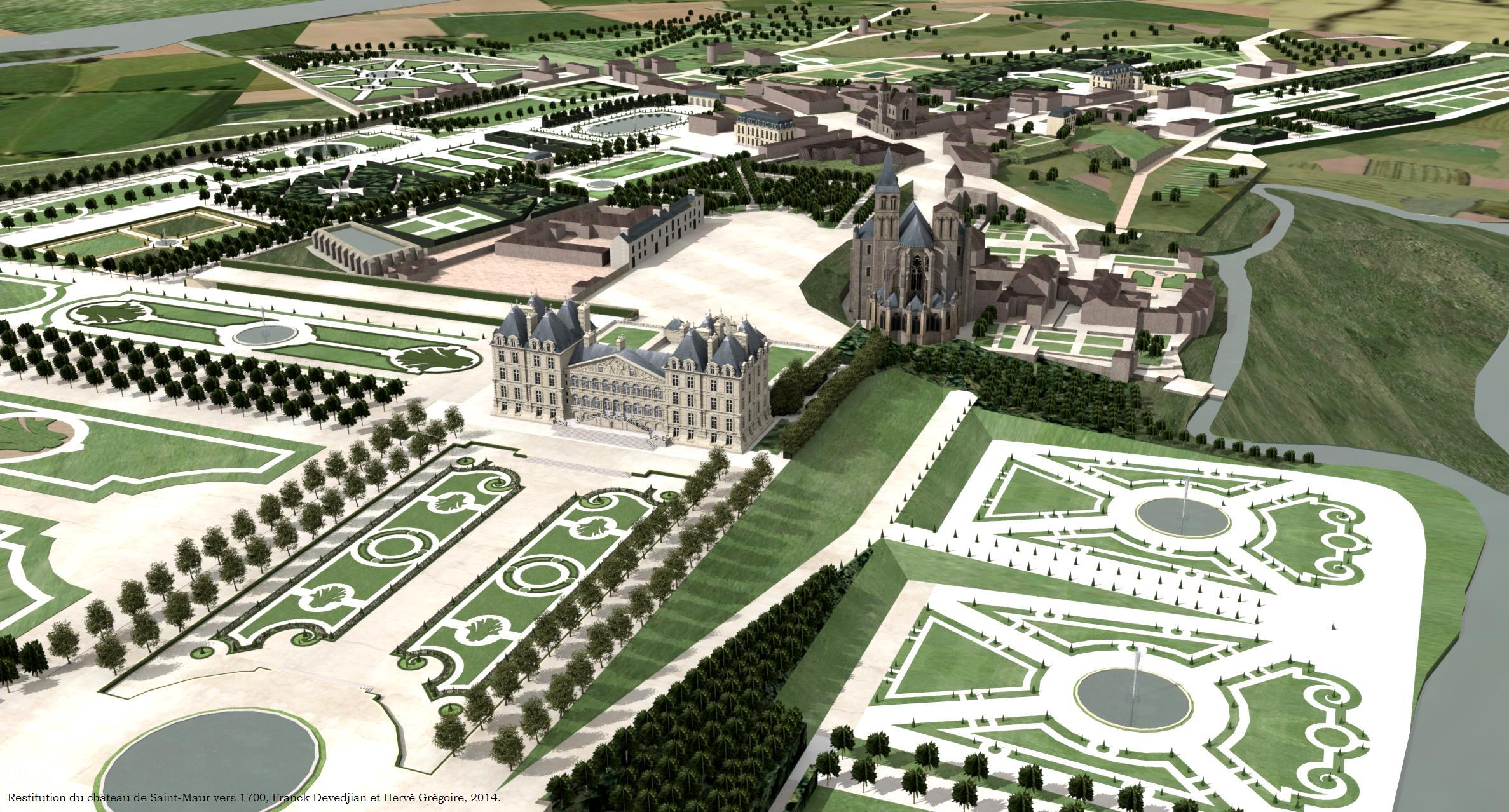
Restitution 3D du château de Saint-Maur vers 1700.

Considéré comme l'une des plus belles réalisations de la Renaissance, le château de Saint-Maur est ainsi décrit par Androuet du Cerceau à la fin du XVIe siècle :
Quatre corps de logis délimitaient une cour carrée dont les angles extérieurs se composaient de quatre grands pavillons. Côté jardin, neuf arcades, laissant passer le jour sur une galerie, décoraient chacun des trois étages des corps de logis. Ces galeries reliaient chacun des pavillons d'angle et offraient un second jour aux pièces dont les fenêtres s'ouvraient sur les galeries. Une terrasse décorée de colonnes et posée sur piliers entourait l'édifice côté cour.

### La description de Dezallier d'Argenville (vers 1750)
Dans son Voyage pittoresque, dont la première édition date de 1749, Dezallier d'Argenville décrit Saint-Maur quelques années après son apogée, que l'on peut situer entre 1700 et 1730 :
[Situation]
« Le château de M. le Prince de Condé est à deux lieues de Paris, sur la Marne, & dans une des plus belles situations qu'il y ait aux environs de cette ville. Philibert de l'Orme commença à l'élever par ordre de Catherine de Médicis, qui lui avoit confié l'intendance de ses bâtimens. Après être resté imparfait plus de cent ans, Gittard l'a presque entièrement rebâti [ceci est faux] ».
[Le château]

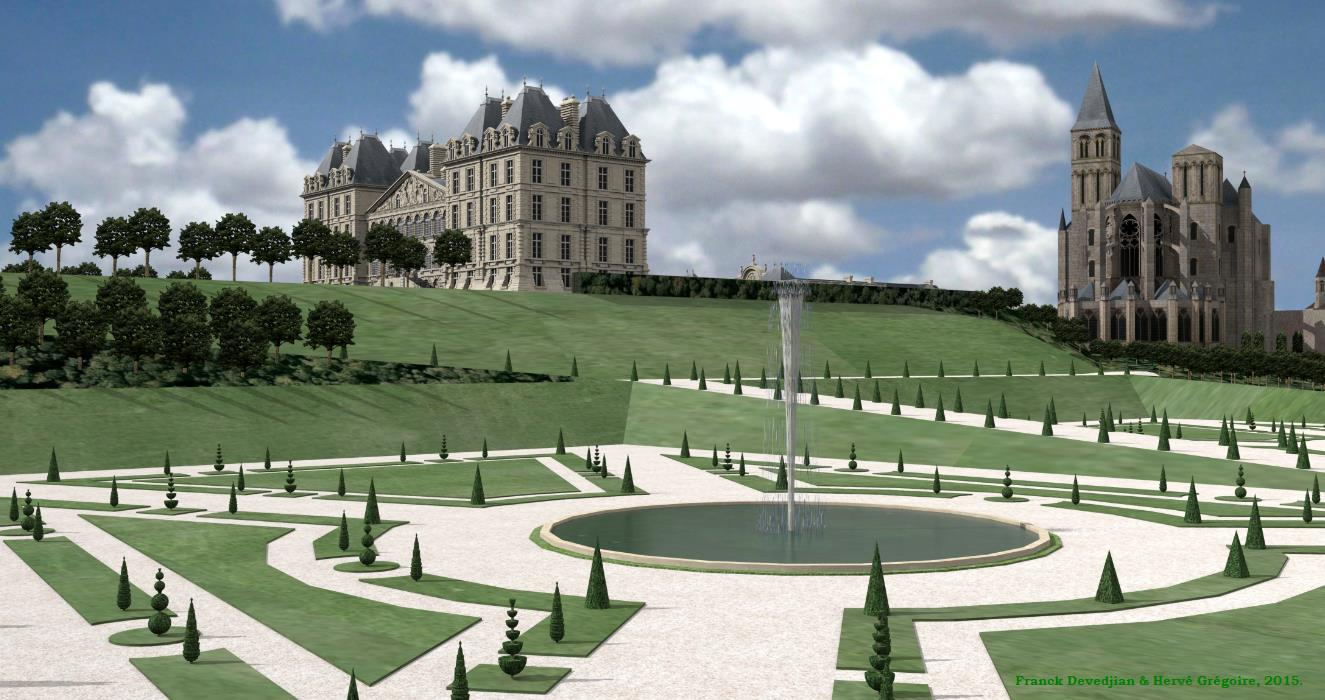
Vue 3D du château et de l'abbaye depuis le parterre est. État vers 1720

Un corps de logis accompagné de quatre pavillons accouplés, qui ont chacun un toit séparé, compose le château de Saint-Maur. Du côté de la cour, soutenue de deux terrasses avec des balustrades de pierre, l'entrée est ornée de colonnes surmontées d'un bas-relief de marbre. Au-dessus, dans un fronton, se voit le buste en bronze de François Ier.
Du côté des jardins, la face du château conserve plus de son ancienneté, parce que cette partie était faite, à l'exception d'un des pavillons. Le corps de logis du milieu est entièrement couronné d'un fronton chargé de sculptures. Tout le rez-de-chaussée élevé sur un grand perron, n'est qu'une galerie ornée de paysages, & de deux belles tables de portor [porphyre ?]. Il y a dans le retour plusieurs pièces dorées, avec deux petits cabinets à chaque bout, dont un est garni de lambris de la Chine.
[Les jardins]
Les jardins ont été plantés par Desgots, d'après les desseins de Le Nostre. Il se présente d'abord par un parterre renfoncé, terminé par un grand bassin & un bois percé en étoiles avec un bassin en son centre. Sur la gauche est un talus fort exhaussé, d'où l'on découvre deux parterres, avec leurs bassins bordés par la rivière de Marne, le long de laquelle règne une grande allée couverte, qui mène à un bois de haute futaye. À côté est un boulingrin orné d'une pièce d'eau, & d'un jet qui s'élève fort haut.
Sur la droite du château sont des parterres à l'Angloise, entourés d'allées doubles avec quelques bassins ; & près de là est le grand réservoir buté.
Au bas de ces pièces est un jardin que le Duc de Bourbon a acheté de feu M. de Touane, pour l'enclaver dans son parc. Il consiste en un potager renfoncé, un bosquet au-dessus, une Orangerie, ensuite une fort longue terrasse, dont la serre de l'Orangerie termine le point de vue. Cette terrasse découvre plusieurs pièces de gazon comparties, dans le milieu desquelles est une cascade entièrement ruinée, ainsi que toutes les eaux de Saint-Maur. La gravure qui en a été faite pour le livre de la Théorie du Jardinage (page 426 4e édition), fait connoître son plan ingénieux.
Sur la droite de la terrasse, on trouve le billard, une grande pièce d'eau ; & près de la maison, les bains, avec les réservoirs fournis par un moulin".

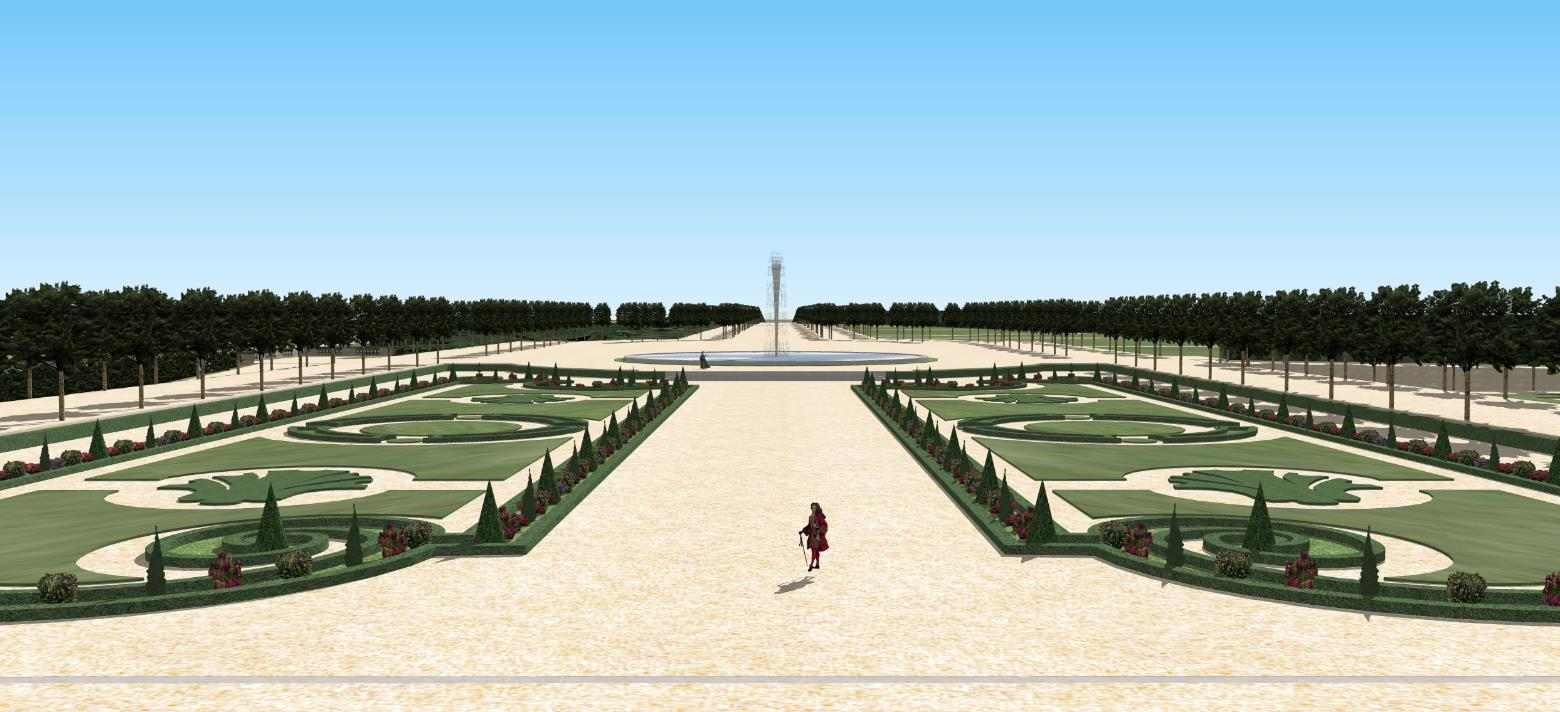
Restitution du point de vue depuis la terrasse du château, en direction du sud (Grande Perspective). Vers 1720.
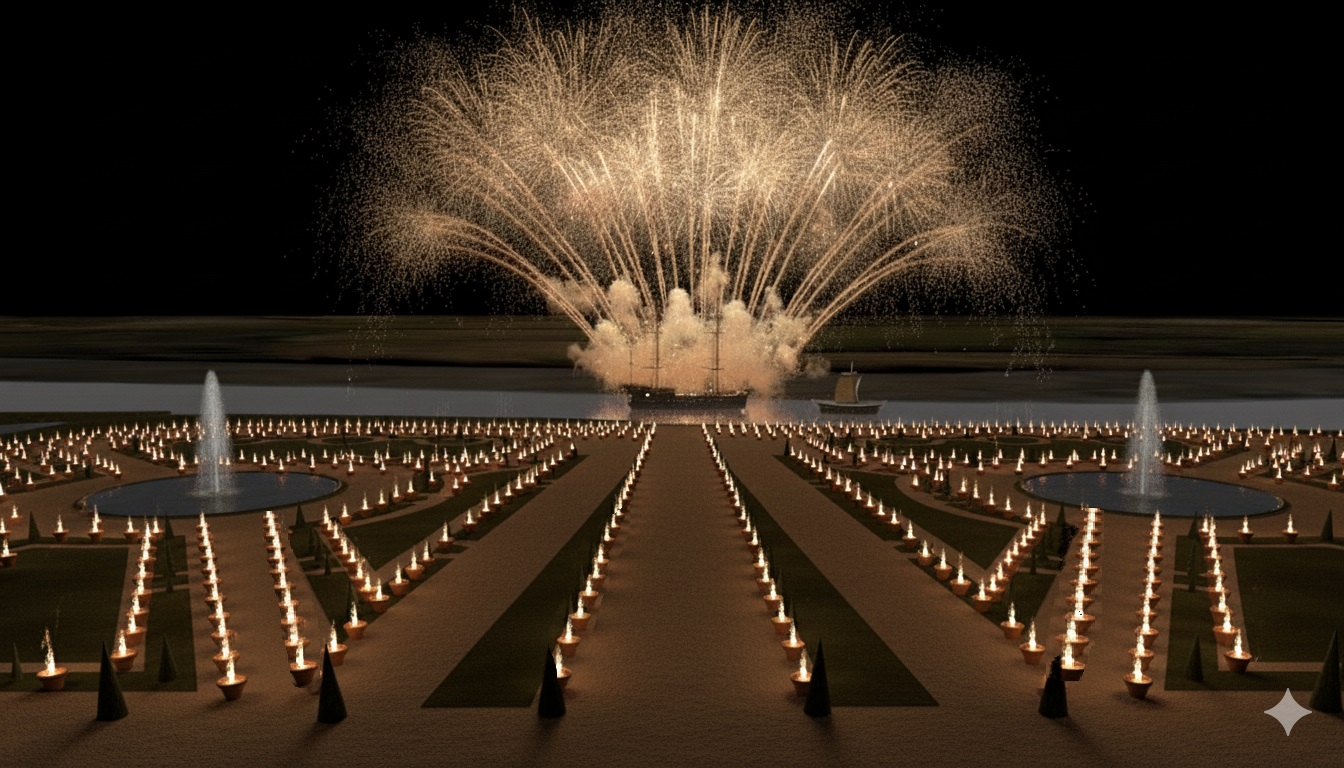
Vue du feu d'artifice du 18 juillet 1700 tiré en l'honneur de Monseigneur, fils de Louis XIV.
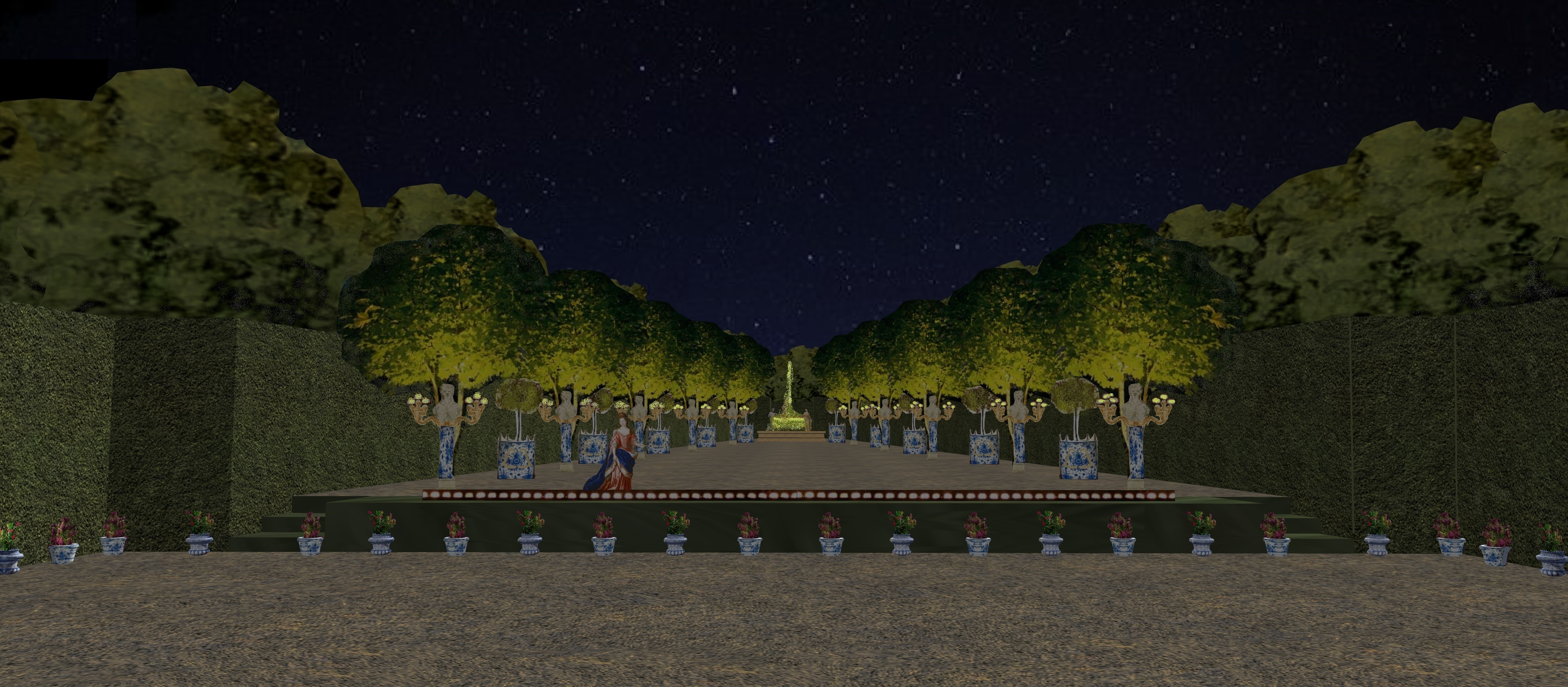
Essai de restitution du décor éphémère réalisé pour Monseigneur le dauphin, dans le théâtre des jardins de Saint-Maur, fête du 18 juillet 1700. (Notez la profusion des porcelaines, dont le Grand Dauphin était si friand)
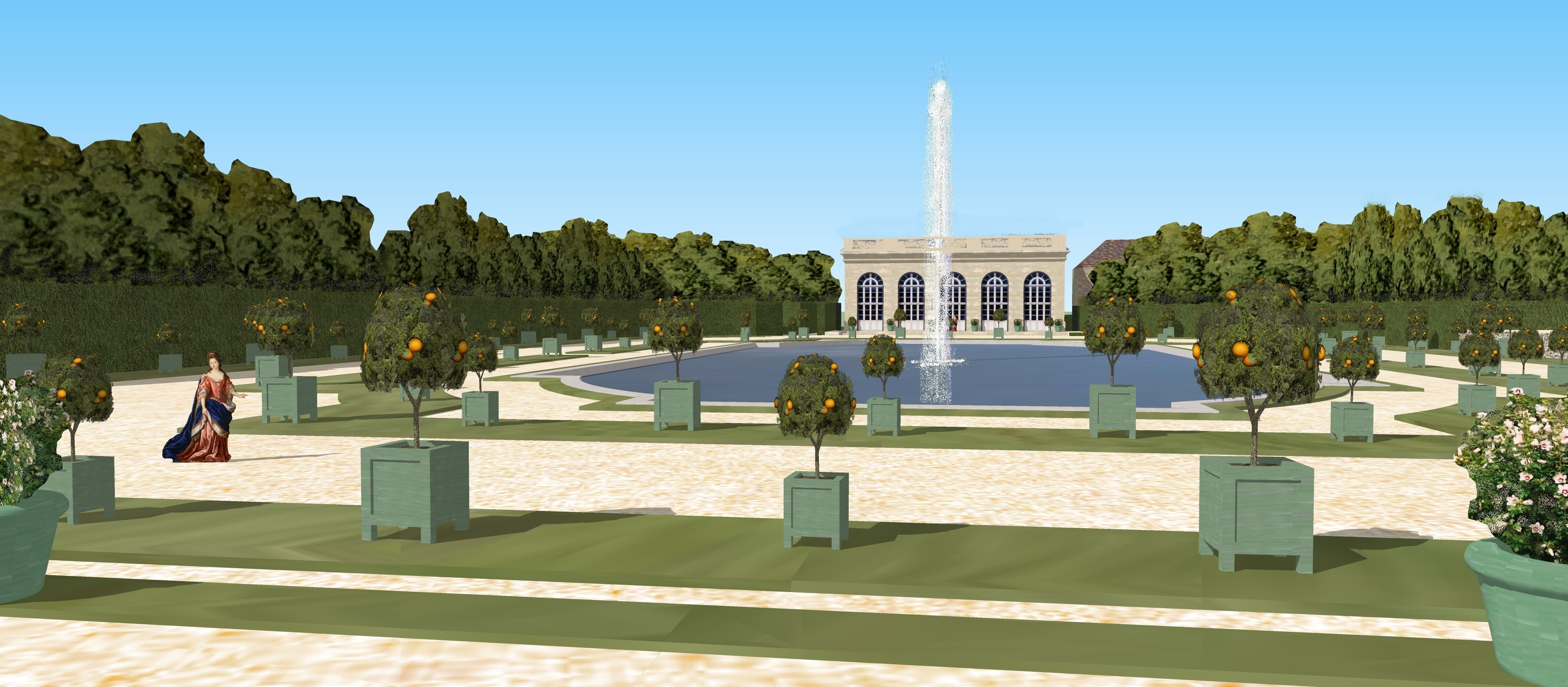
Essai de restitution du parterre de l'Orangerie du château de Saint-Maur, vers 1710
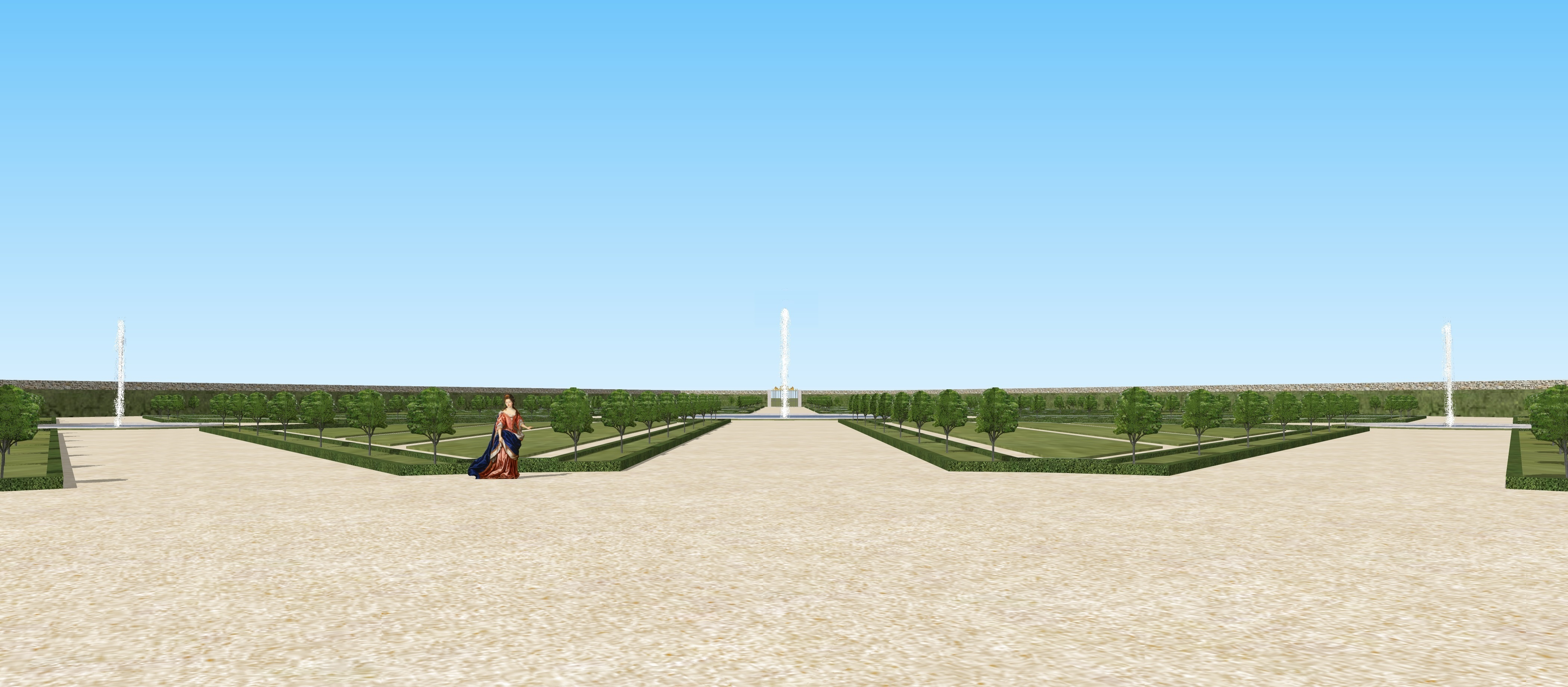
Restitution de l'entrée du potager du château de Saint-Maur (94), vers 1700.

## Galerie d'images / Restitution 3D du domaine disparu
Si l'on montait dans le clocher de l'abbaye de Saint-Maur, il était possible d'avoir une vue panoramique sur tout le domaine, qui est schématiquement restitué par les images suivantes, vers 1700.

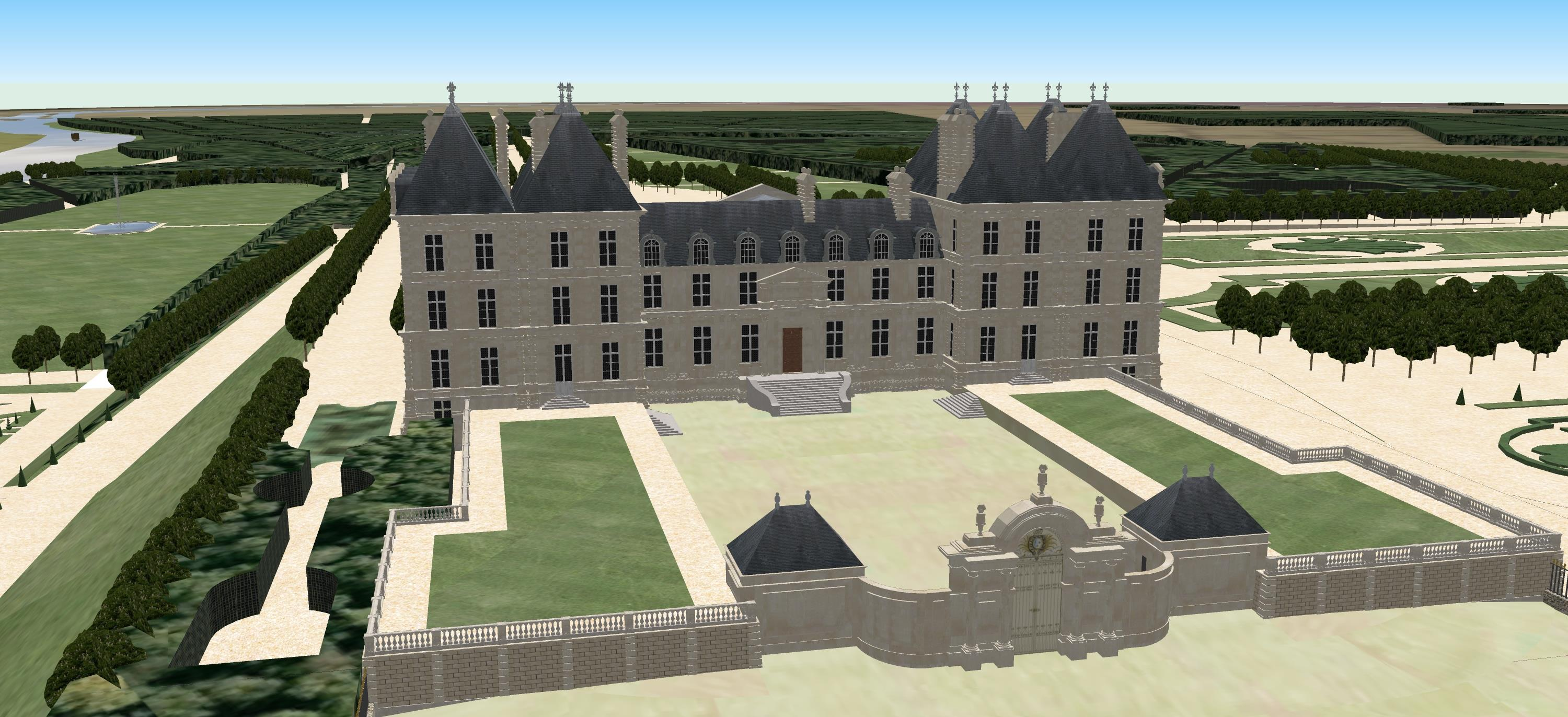
Vue panoramique depuis le clocher de l'Abbaye de Saint-Maur (1)
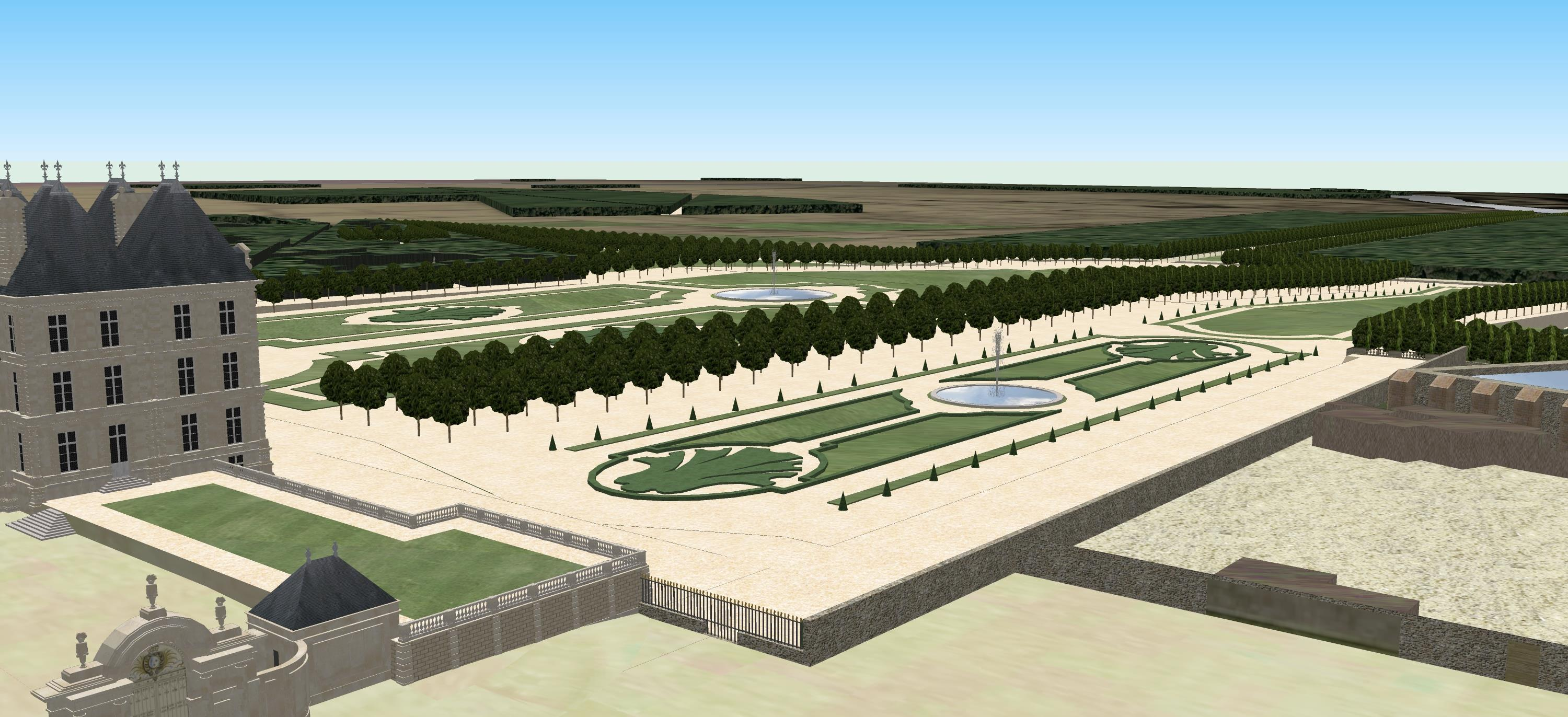
Vue panoramique depuis le clocher de l'Abbaye de Saint-Maur (2)
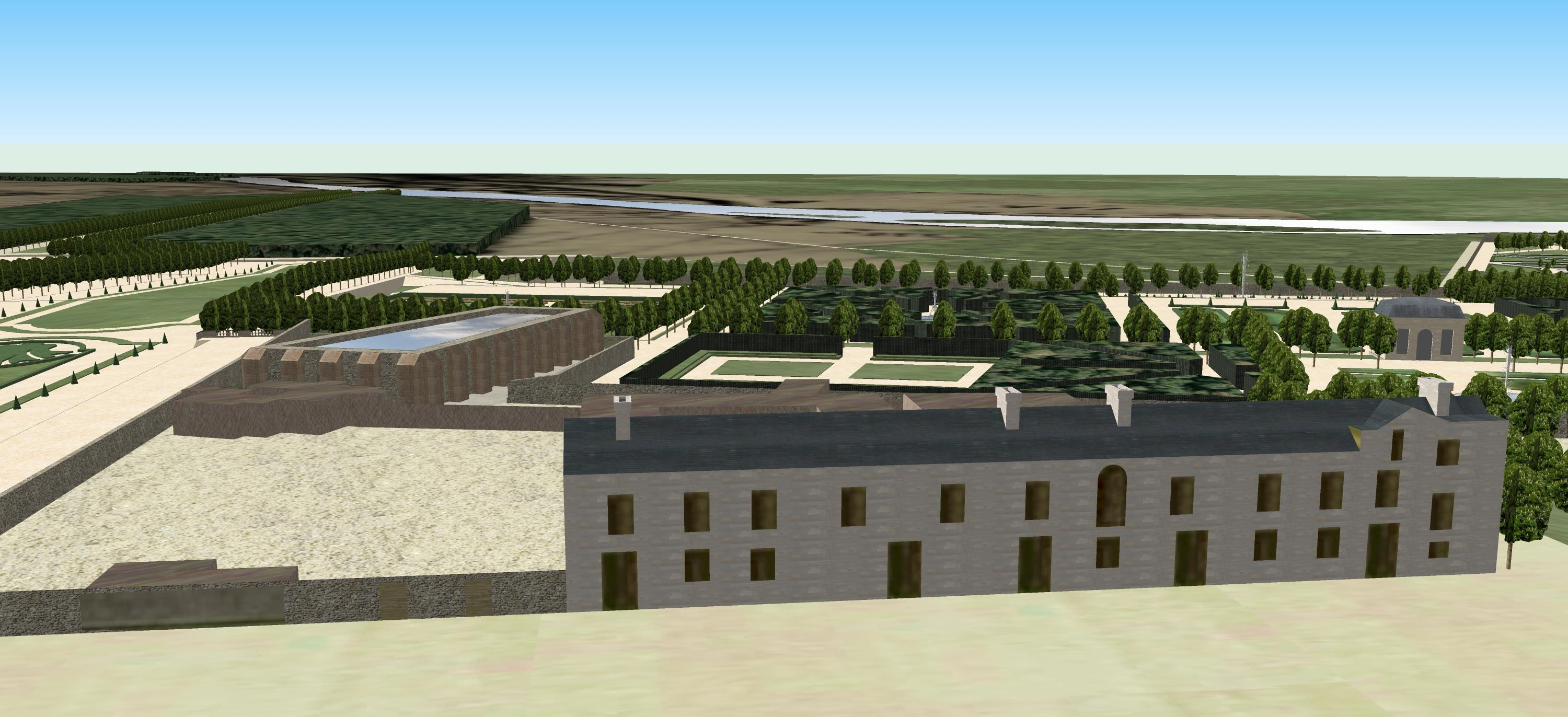
Vue panoramique depuis le clocher de l'Abbaye de Saint-Maur (3)
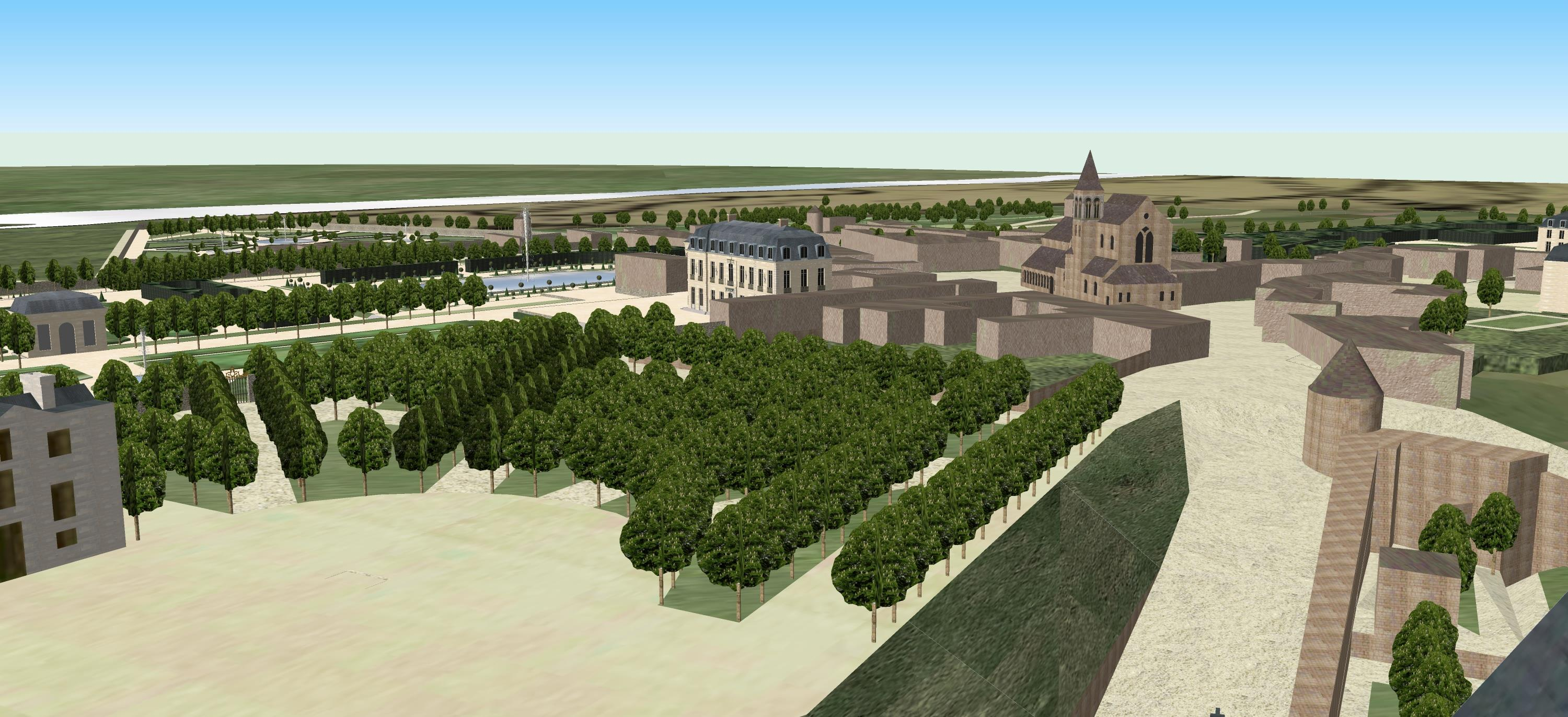
Vue panoramique depuis le clocher de l'Abbaye de Saint-Maur (4)
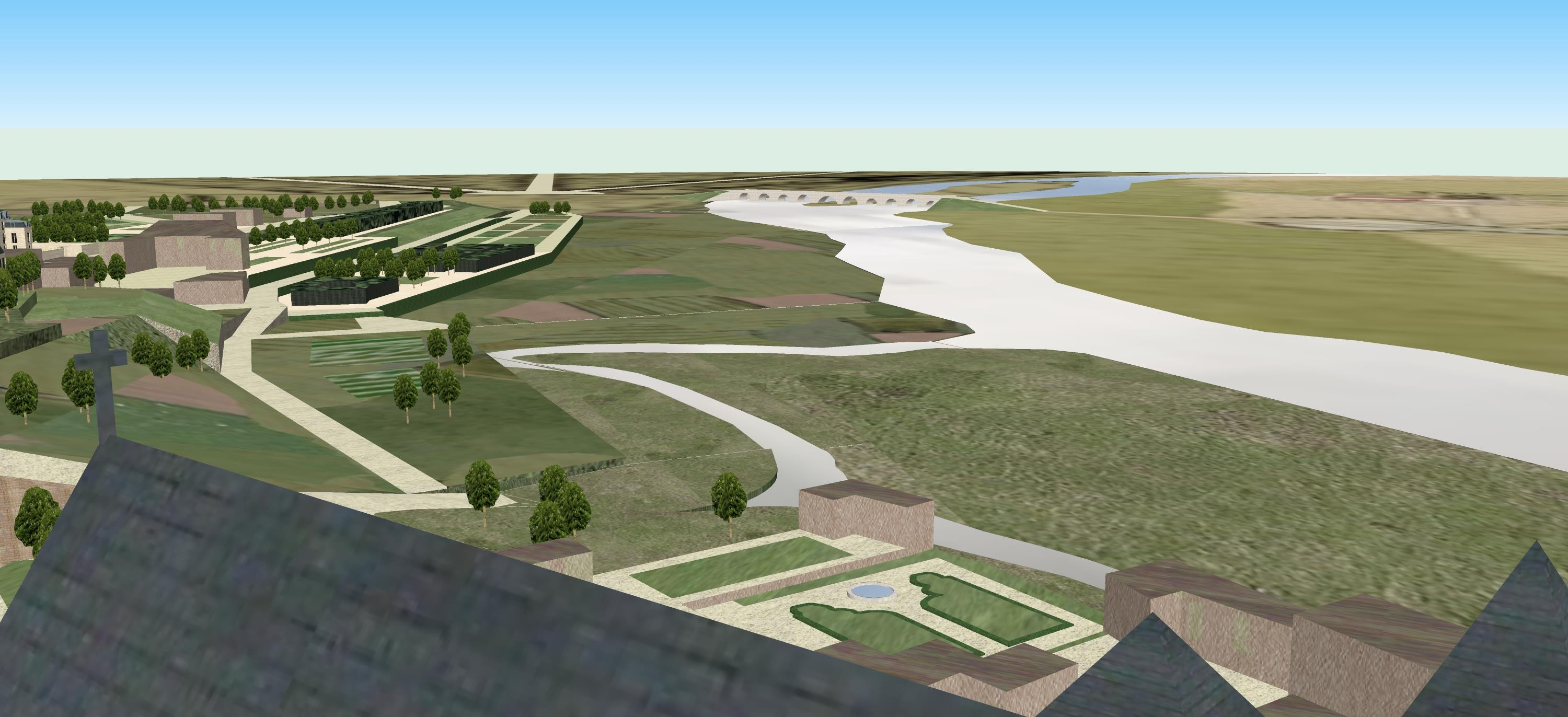
Vue panoramique depuis le clocher de l'Abbaye de Saint-Maur (5)
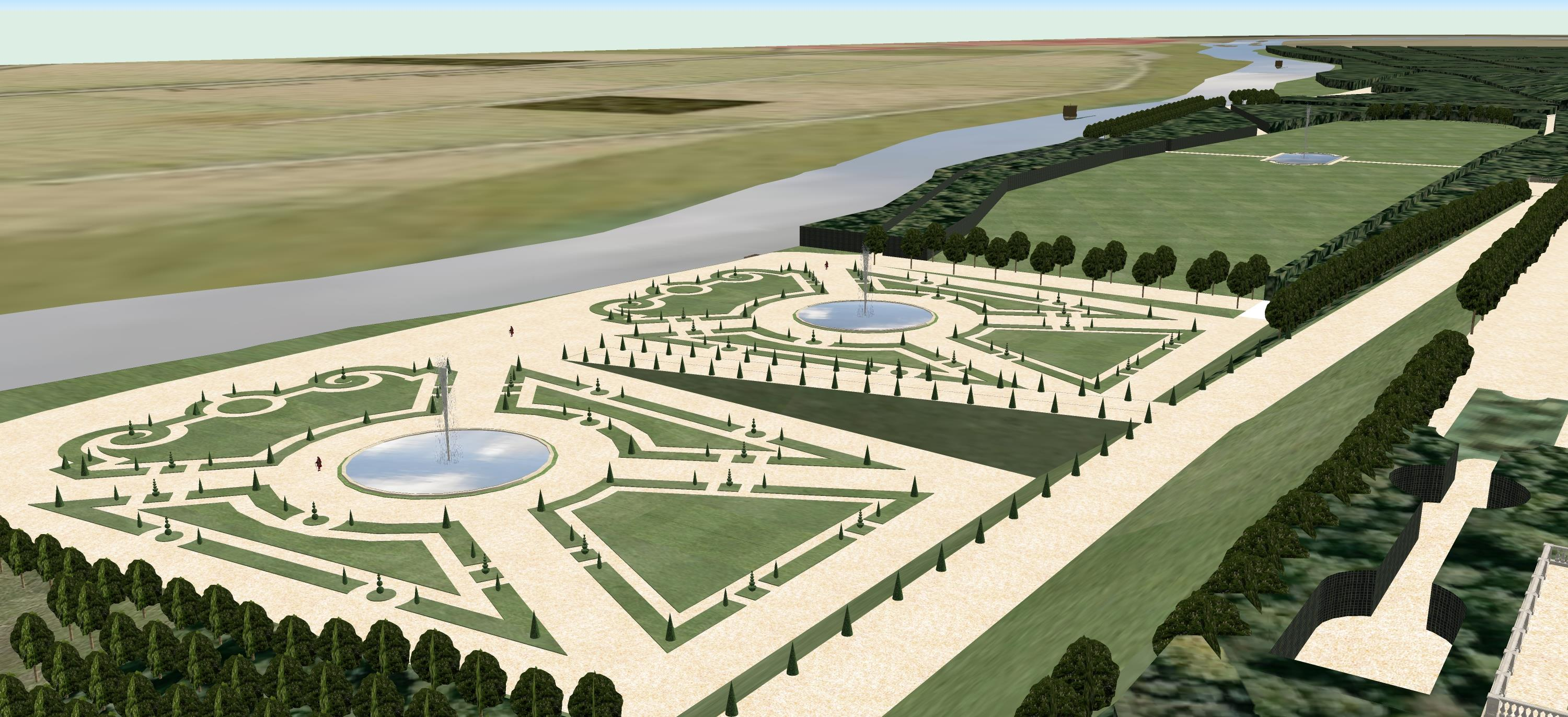
Vue panoramique depuis le clocher de l'Abbaye de Saint-Maur (6)

## Capitainerie, écuries
A l'automne 2022, les archéologues de l'INRAP fouillèrent à la demande de la DRAC d'Île-de-France, une parcelle de 1 000 mètres carrés, dans un lieu proche de l'ancien château et devant selon les documents en leur possession, permettre de redécouvrir l'emplacement de la capitainerie chargée de surveiller les réserves de chasse, et des écuries du château. Ces découvertes eurent lieu, mais permirent également de situer sur le même emplacement les restes d'une grange dîmière construite précédemment par les moines de l'abbaye pour y entreposer le produit de l'impôt en nature qu'ils percevaient sur les récoltes. Mais avant la construction de cette grange au Moyen Âge, les archéologues mirent au jour de nombreux trous de poteau, fosses et fossés suggérant la construction du premier village à proximité de l'abbaye 

## Sources et bibliographie
- Émile Galtier, Histoire de Saint-Maur-des-Fossés, Paris, 1913.
- Monique Kitaeff, Le château de Saint-Maur-des-Fossés, Monuments et mémoires de la Fondation Eugène Piot, 1996, volume 75, numéro 75, p. 65-126.